# Robert Mauritz Bowallius
Robert Mauritz Bowallius (24. maj 1817 – 19. januar 1902) var en svensk
historiker, far til Carl Bowallius.
Bowallius blev 1842 docent i Sveriges historie ved Upsala Universitet, men knyttedes
samme år til Rigsarkivet i Stockholm, hvor han til sidst var rigsarkivar 1874-82.
Bowallius har bl.a. udgivet "Berättelse om riksdagen i Stockholm 1713-14" (1844), som Svenska Akademien tildelte sin store præmie, og "Om svenska statsskickets förändring efter Karl XII:s död" (1853).